# البوذية في الولايات المتحدة
أصبحت البوذيّة -التي كان يُظن أنها ديانة سرّية آتية من الشرق- شائعة جدًّا في الغرب والولايات المتحدة الأمريكية. ولمّا كانت البوذية لا تتطلب أي «تحوّل» رسمي، استطاع البوذيون الأمريكيون بسهولة إدماج ممارسة الدارما في روتين حياتهم اليومي وتقاليدهم. ونتيجة هذا تختلف أعراق البوذيين الأمريكيين وأوطانهم وتقاليدهم الدينية. في عام 2012، قدّرت صحيفة سان دييغو يونيون تريبيون عدد البوذيين الأمريكيين الملتزمين بنحو 1.2 مليون نسمة، منهم 40% في جنوب كاليفورنيا. تعدّ هاواي -بالكلام عن النسب المئويّة- أكثر الولايات احتواءً على البوذيين، إذ إن 8% من سكانها بوذيون؛ بسبب كبر المجتمع الأمريكي الآسيوي فيها.
يمكن استعمال مصطلح البوذية الأمريكية من أجل وصف المجموعات البوذية في الولايات المتحدة التي تتشكل غالبًا من الذين تركوا أديانهم السابقة. يختلف هذا عن المجموعات البوذية في آسيا، التي وُلِد معظم أعضائها على البوذية.

## ترتيب الولايات الأمريكية من جهة عدد البوذيين
تحتوي هاواي على أكبر عدد من السكان البوذيين، نحو 8% من تعداد البوذيين في الولايات المتحدة. ثم تأتي كاليفورنيا بنسبة 2%. يشكل البوذيون 1% من سكان كلٍّ من هذه الولايات: ألاسكا، وأريزونا، وكولورادو، وكونيتيكت، وإلينوي، وكانساس، ولويزيانا، ومين، وماريلاند، وماستشوستس، وميشيغان، وميسوري، ومونتانا، ونيرباسكا، ونيومكسيكو، ونيويورك، وأوهايو، وساوث داكوتا، وتينيسي، وتيكساس، ويوتا، وفيرمونت، وفيرجينيا، وواشنطن، ووايومنغ.

## أنواع البوذية في الولايات المتحدة
وضّح العالم البوذي الأمريكي تشارلز بريبيش أن للبوذية الأمريكية ثلاثة أنواع واسعة:
1. الأقدم والأكبر، وهي البوذية «المهاجرة» أو «العرقيّة»، وهذه التقاليد البوذية وصلت إلى أمريكا مع المهاجرين الذين كانوا أصلا بوذيين وبقيت معهم، ثمّ أورثوها أبناءهم.
2. ثم تأتي بعدها من ناحية القِدَم فئة يسمّيها بريبيش «البوذية المستوردة»؛ لأن أصحابها أتوا إلى أمريكا استجابةً للأمريكيين الذين تركوا أديانهم وانقلبوا إلى البوذية، إذ كانوا يسافرون إليهم في الخارج أو يدعمونهم، تسمّى هذه البوذية أحيانًا «بوذية النخبة»؛ لأن من عادة أعضائها -لا سيما الأوائل- أن يكونو من النُّخَب الاجتماعية.
3. تتألف نزعة في البوذية -تسمى «البوذية المصدّرة» أو «البوذية التبشيرية»- من مجموعات تستقر في بلدان أخرى وتوظّف أمريكيين من مختلف الخلفيات. لا تقتصر ظاهرة البوذية الحديثة على الولايات المتحدة.[8]

لم تزل هذه التقسميات محلّ جدال بين العلماء مثل واكو شانون هيكي وتشنينغ هان وسكوت ميتشيل وناتالي كولي وآخرين، إذ لاحظوا مشكلة حصر البوذية العرقية بالمهاجرين الآسيويين؛ لأن هذا يلغي الخصوصية الثقافية والعرقية للبوذيين الأمريكيين البيض.

### نيتشيرن: حركة سوكا غاكاي العالمية
ربما حركة سوكا غاكاي العالمية أنجح الحركات الدينية اليابانية الحديثة التي انتشرت في العالم بعد الحرب العالمية الثانية. تعني كلمة سوكا غاكاي «مجمتع خلق القيمة»، وهي واحدة من ثلاث فرَق في بوذية النيتشرين، وصلت إلى الولايات المتحدة في القرن العشرين. انتشرت حركة سوكا غاكاي العالمية سريعًا في الولايات المتحدة، وجذبت بعض الأمريكيين غير الآسيويين كالأمريكيين الإفريقيين واللاتينيين، وجذبت دعم المشاهير أيضا، مثل تينا تورنر وهيربي هانكوك وأورلاندو بلوم. ليس لحركة سوكا غاكاي العالمية رجال دين؛ ذلك بسبب انفصالها عن مدرسة نيتشرين شوشو عام 1991. أهم شعيرة دينية في سوكا غاكاي غناء المانترا نا ميوهو رينج كيو وفصول من اللوتس سوترا. خلافًا لحركات الزن والفيباسانا والبوذية التبتية، لا يمارس بوذيو السوكا غاكاي أي شعائر تأمّليّة إلا الغناء. من السلاسل اليوتوبية التابعة للسوكا غاكاي سلسلةُ «بوذي في أمريكا»، التي جمعت أكثر من ربع مليون مشاهدة في عام 2015.

### البوذية المهاجرة
دخلت البوذية الولايات المتحدة مع دخول المهاجرية الآسيويين في القرن التاسع عشر، إذ بدأت أعداد كبيرة من مهاجري شرق آسيا تصل إلى العالم الجديد. في الولايات المتحدة، دخل المهاجرون الصينيون في نحو عام 1820، ولكنهم بدؤوا يصلون بأعداد كبيرة بعد حمّى الذهب في كاليفورنيا عام 1849.
تتنوع التجمعات البوذية المهاجرة في أمريكا الشمالية كما تتنوع الشعوب المختلفة الآسيوية البوذية التي استقرت هناك. تعدّ الولايات المتحدة موطنًا لبوذيين سريلانكيين وبوذيين صينيين وبوذيين كوريين وبوذيين تايلانديين وبوذيين كمبوديين وبوذيين فيتناميين وبوذيين من عائلات من معظم الدول والمناطق البوذية. زاد قانون الهجرة عام 1965 عدد المهاجرين من الصين وفيتنام والدول الثيرافادية في جنوبي شرقي آسيا.

### هويشن
كتب ناسك صيني يسمى هويشن أو هوشن روايات خيالية عن زيارة إلى أمريكا الشمالية في نهاية القرن الخامس عشر، تمكن قراءة هذه الروايات في كتاب وينكسيان تونغكاو الذي كتبه ما توان لين. هذه الرواية كثيرة العيوب ولكنها «على الأقل معقولة»، بعبارة جيمس إشمايل فورد.

### الهجرة الصينية
بنت شركة سزي ياب -وهي جمعية أخوّة أمريكية صينية- أول معبد بوذي في أمريكا عام 1853 في سان فرانسيسكو. بنت جمعية ثانية، هي شركة نينغ نيونغ معبدًا ثانيًا عام 1854، وبحلول عام 1875 كان في الولايات المتحدة ثمانية معابد، وبحلول عام 1900 كان فيها 400 معبد صيني على الساحل الغربي للولايات المتحدة، معظمها تحتوي عناصر بوذية. ولسوء الحظ، كانت هذه المعابد محلّ شبهة وجهل بالنسبة إلى بقة السكان، وكانت تدعى -باستخفاف- بيوت جوس.

### الهجرة اليابانية والكورية
ثبّط قانون استبعاد الصينيين عام 1882 نموّ المجتمع الصيني الأمريكي، ولكن هجرة واسعة من اليابان بدأت في أواخر ثمانينيات القرن التاسع عشر ومن كوريا نحو عام 1903. في الحالتين، كانت الهجرة أوّلًا إلى هاواي. تلا ذلك موجات هجرة من بلدان آسيوية بوذية أخرى، ومع كل موجة كانت المجتمعات الجديدة تبني معابد ومنظمات بوذية. بنى أهل مذهب الهونبا هونغوانجي من الجودو شينشو أول معبد ياباني عام 1896 قرب باوهاو. وفي عام 1898 أسست بعثات التبشير اليابانية بمساعدة اللاجئين جمعية الشباب البوذي، وكانت بعثة سوريو كاغاهي أول بعثة تبشيرية بوذية أُرسلت من اليابان إلى هاواي. أُسّس أوّل معبد بوذي ياباني في الولايات المتحدة القارية في سان فرانسيسكو عام 1899، وأول معبد في كندا في فندق إيشيكاوا في فانكوفير عام 1905. كان شويي سونودا وكاكوريو نيشيمجيما أول رجلي دين سكَنا في الولايات المتحدة، وكانا مبشّرين من اليابان وصلا أمريكا عام 1899.

### البوذية التايوانية
من المنظمات البوذية الأمريكية الأخرى معبد هسي لاي في مرتفعات هاسيندا في كاليفورنيا. يعدّ هسي لاي المقر الأمريكي لمجموعة فو غوانغ شان، وهي مجموعة بوذية جديدة في تايوان. أسّس هسي لاي عام 1988 بكلفة عشرة ملايين دولار، ويُقال إنه أكبر معبد بوذي في العالم الغربي. لما كان هذا المعبد موجّهًا أساسًا إلى الصينيين الأمريكيين، فإنه يقدم خدمات منتظمة وبرامج توعية باللغة الإنجليزية أيضًا. كان هسي لاي في قلب جدل تمويل الحملة الانتخابية لنائب الرئيس ألبرت أرنولد غور.